# Dave Matthews (Jazzmusiker)
David „Dave“ Matthews (* 6. Juni 1911 in Chagrin Falls, Oklahoma; † 1997) war ein US-amerikanischer Jazz-Saxophonist (Tenor, Alt), Komponist und Arrangeur des Swing.
Matthews studierte an der University of Oklahoma und am Musical College in Chicago. Er spielte 1935 Altsaxophon bei Ben Pollack, 1936 bis 1937 bei Jimmy Dorsey, 1937 bis 1939 bei Benny Goodman, 1939 bis 1941 bei Harry James und 1941/42 bei Hal McIntyre. Danach spielte er überwiegend Tenorsaxophon bei Woody Herman (1942/43), Stan Kenton und Charlie Barnet (1944). Danach arbeitete er meist als Arrangeur in New York und Kalifornien, wobei er sich an Duke Ellington orientierte. Gelegentlich spielte er mit eigenen Bands.
David Matthews nahm mit den erwähnten Bigbands auf und unter anderem mit Bud Freeman, Lionel Hampton, Jimmy Noone, Jack Teagarden, Hot Lips Page.
Er ist nicht mit dem Gitarristen und Singer-Songwriter Dave Matthews zu verwechseln.